# Orthetrum albistylum
Orthetrum albistylum és una espècie d'odonat anisòpter de la família Libellulidae.

## Distribució
Es distribueix des de l'Europa central i del sud fins a la Xina i el Japó. La seva distribució és sovint irregular però en moltes àrees és comuna.
L'espècie ha estès recentment la seva àrea cap al nord des de la costa de la mar Bàltica a Polònia.

## Galeria

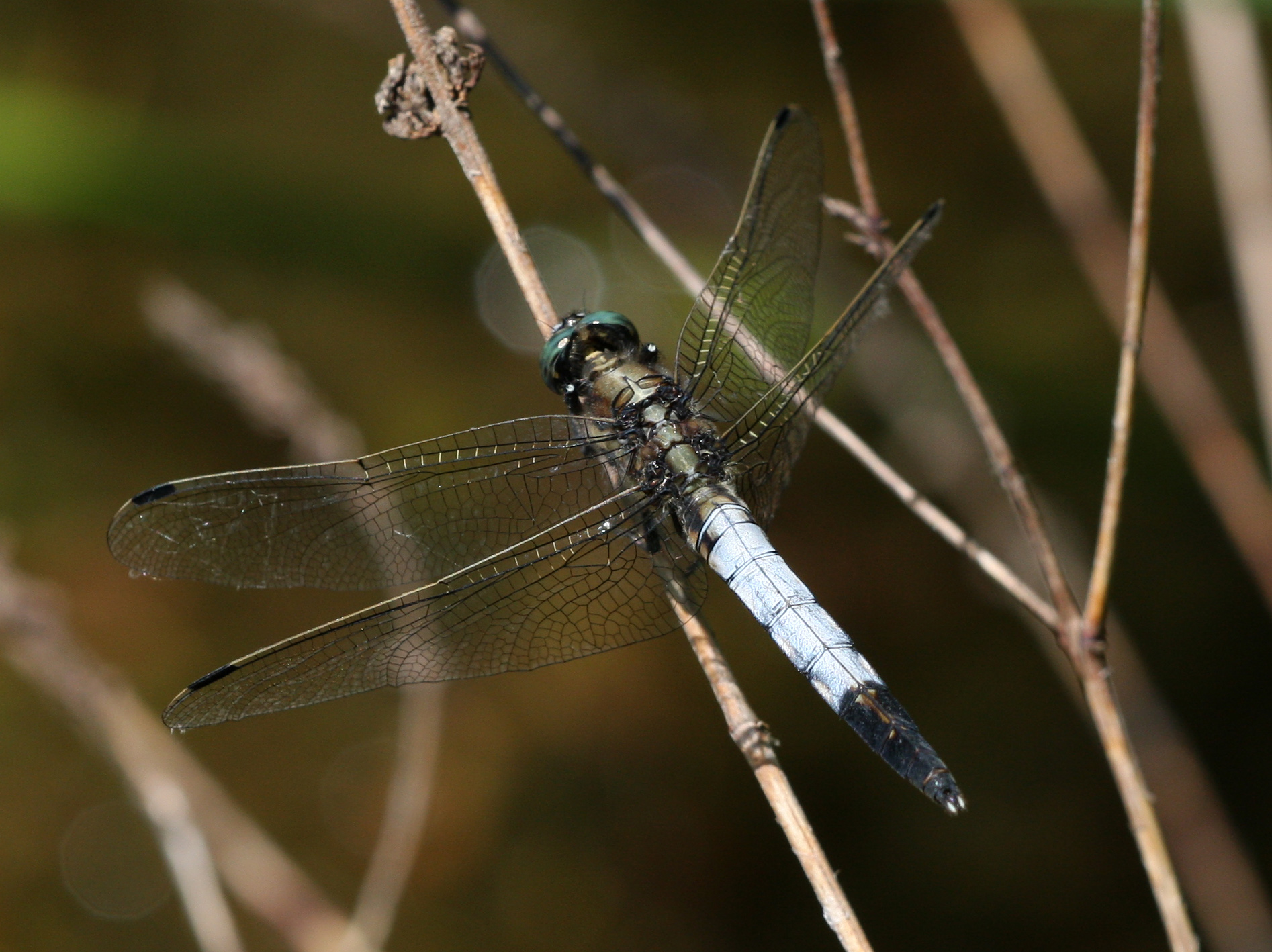
Mascle
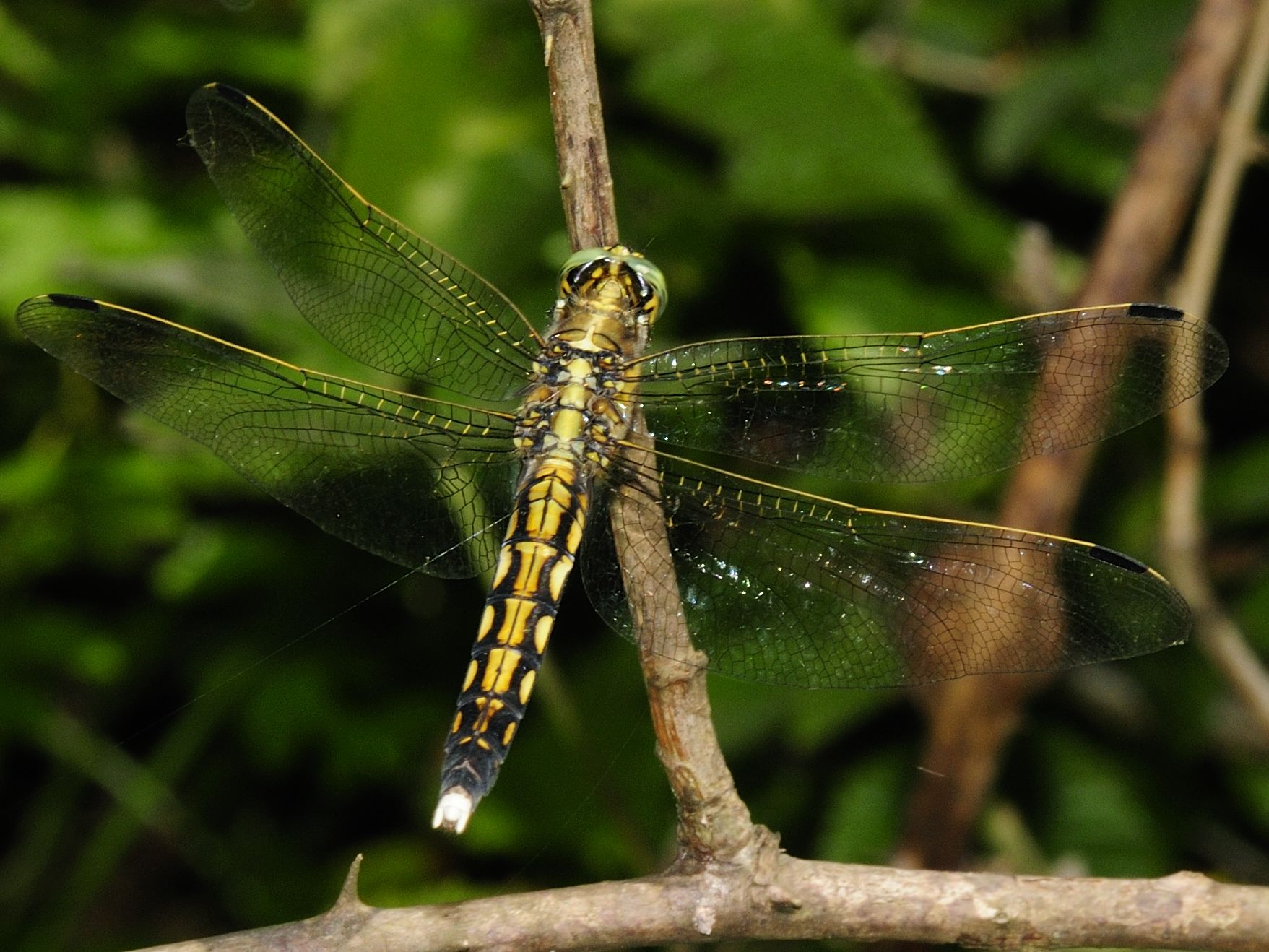
Femella jove
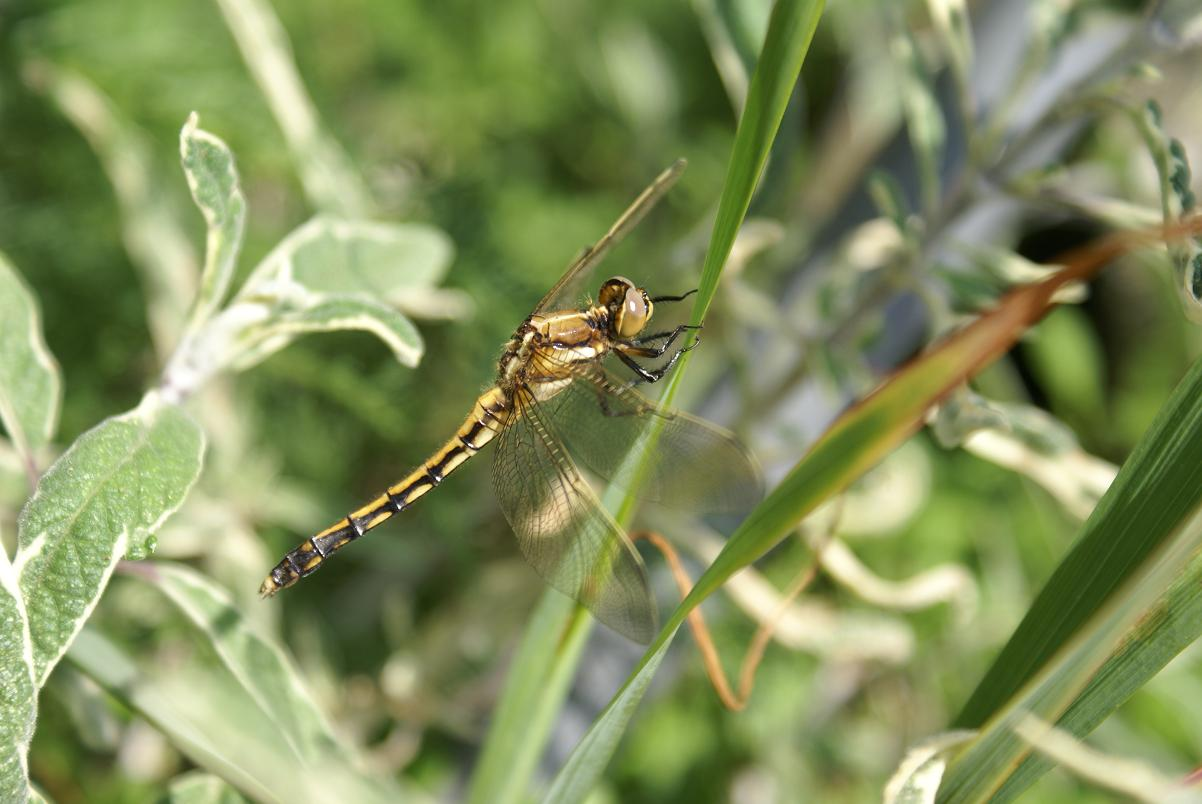
Femella
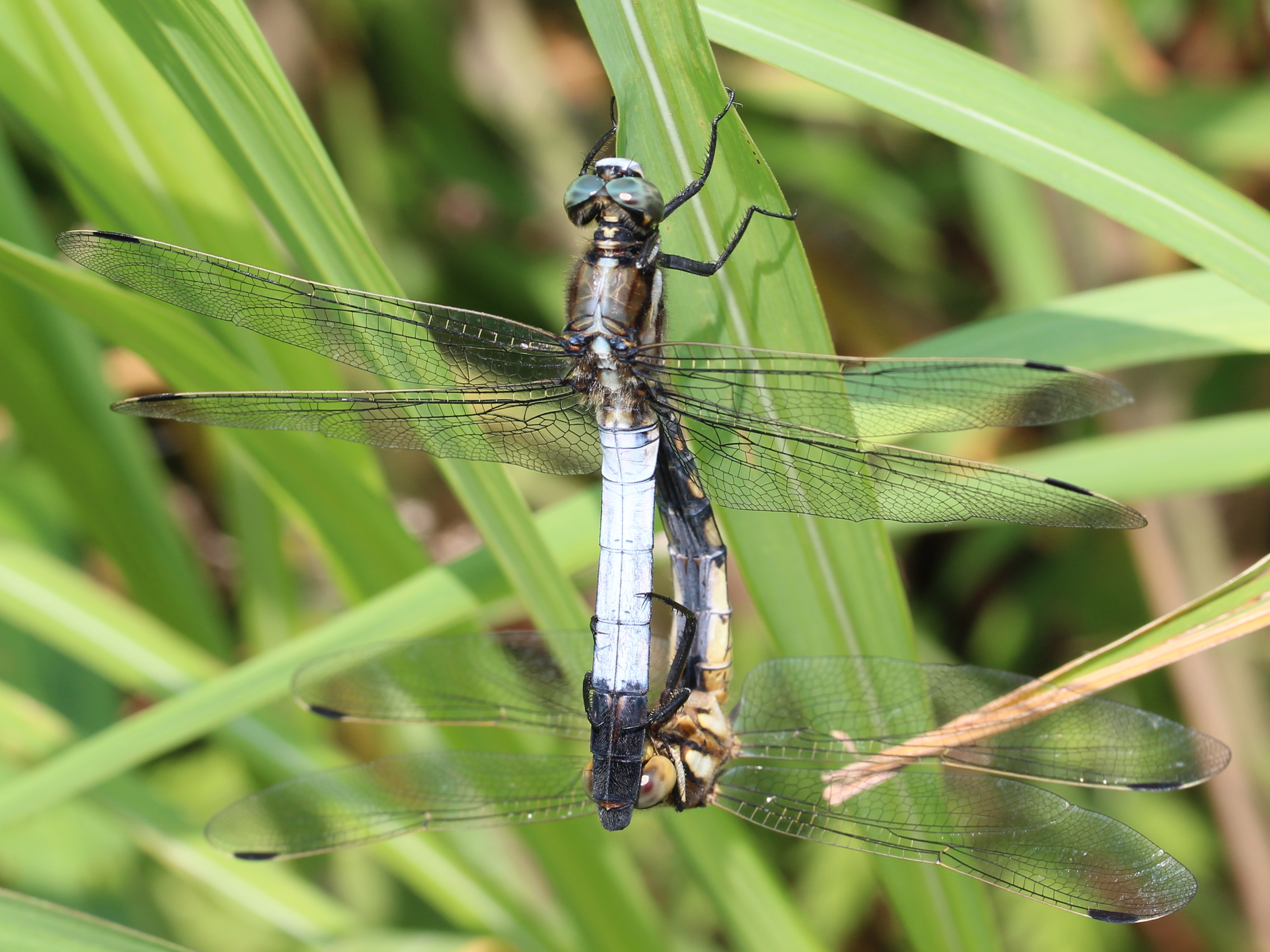
Aparellament
- Orthetrum albistylum speciosum al Japó